# Templo de Jano (Autun)
El templo conocido como templo de Jano es un edificio religioso celto-romano situado en Autun, en el departamento de  Saona y Loira  en Francia, al noroeste de la antigua ciudad de Augustodunum.
Este templo forma parte de un vasto santuario, cuya extensión y complejidad están siendo desveladas por las excavaciones que comenzaron en 2013 y continuarán hasta 2016 y luego 2019, en una zona cuya ocupación se remonta al Neolítico y que conoció una importante fase de construcción monumental en el siglo I d. C.; fue abandonado nada más comenzar la Alta Edad Media, pero sus estructuras fueron reutilizadas para construir una estructura defensiva medieval. Se conservan dos secciones de su cella cuadrada, de más de 20 m de altura, restos de los cimientos de su períbolo y edificios auxiliares. La dedicación del templo a la deidad romana Jano no se basa en ningún hecho arqueológico o histórico y se desconoce a qué deidad se rendía culto en este templo.
El templo de Jano figura en la lista de monumentos históricos protegidos en 1840, elaborada en 1840, de monumentos históricos protegidos.

## Localización

Localización del Templo de Jano en un mapa antiguo de Augustodunum.

El templo se encuentra fuera de las antiguas murallas de la ciudad de Augustodunum, en un lugar llamado la Genetoye,  al borde de la antigua calzada que, tras la Puerta de Arroux y una vez atravesado el río Arroux, se dirigía hacia Lutecia (París) por el oeste, el valle del Loira y Cénabo (Orleans).
El lugar está situado a una altitud media de 290 metros en una meseta que desciende gradualmente hacia los valles del Arroux, al sur, y del Ternin, uno de sus afluentes, al este.

## Historia

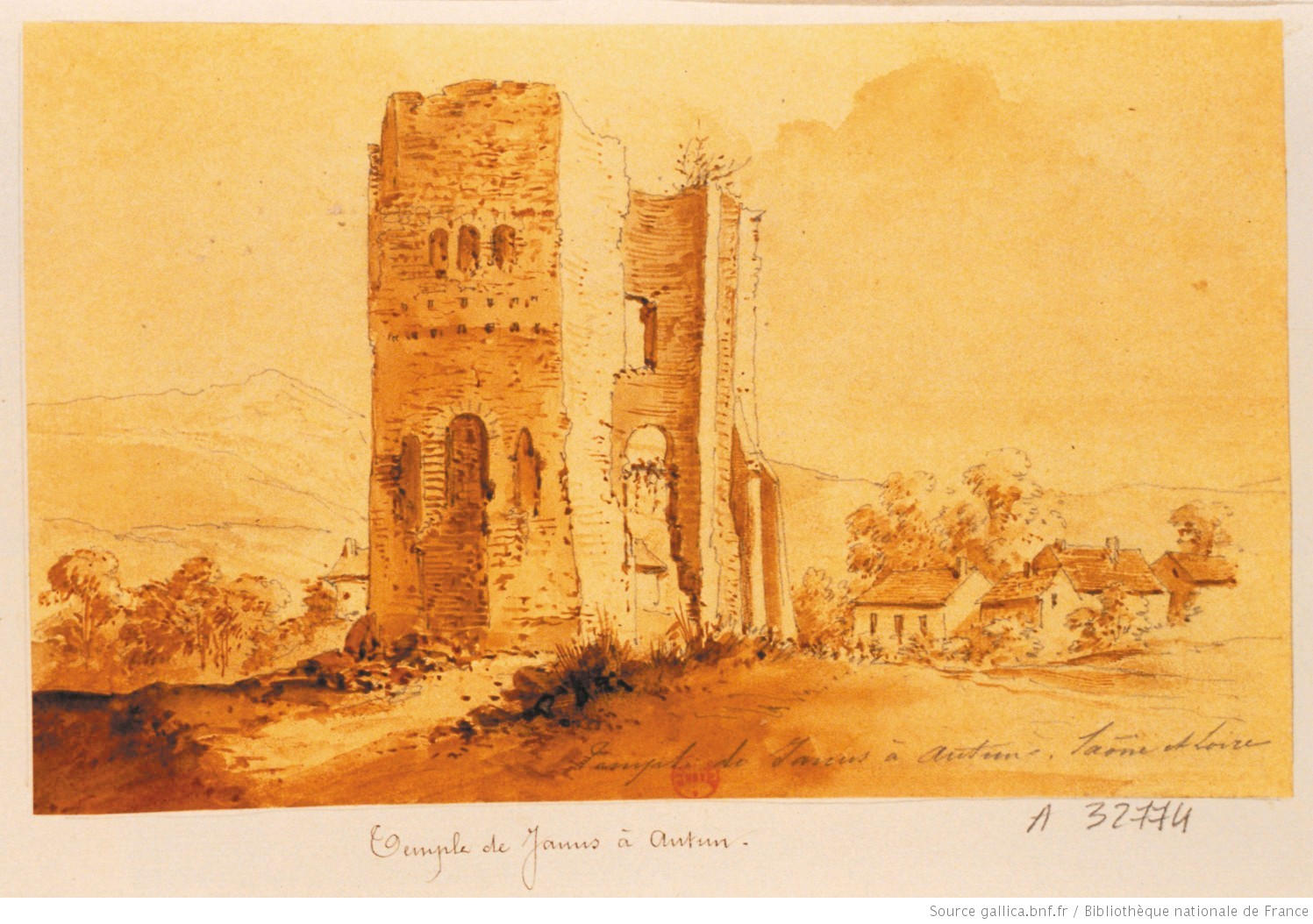
Templo de Jano en Autun. Saône et Loire de Hippolyte Destailleur,.

La historia del templo está indisolublemente ligada a la de la zona en la que se encuentra; el yacimiento de Genetoye fue ocupado ya en el Neolítico y después, sin interrupción significativa, hasta la Edad Media.
La prospección geofísica y la fotografía aérea han demostrado la existencia de un vasto recinto neolítico, acompañado de elementos de función mal definida.
Las excavaciones llevadas a cabo en el lugar desde 2012 han revelado la presencia de una ocupación lateniense que continúa en época de Augusto. También se han encontrado obras, cuya naturaleza y función aún están por definir, quizás un edificio de culto primitivo, bajo la servidumbre de paso del templo; están datadas en la primera mitad del periodo del siglo I. El teatro Haut-du-Verger, descubierto en la misma zona en 1976  y excavado al año siguiente, también sustituyó a otro edificio en el mismo emplazamiento. Los principales monumentos del lugar, incluidos el teatro y el templo de Jano, parecen haber sido construidos en la segunda mitad del I o a principios del siglo II, con posteriores alteraciones y desarrollo. Es posible que hubiera una presencia militar en el lugar a finales del periodo siglo III, periodo más allá del cual no hay pruebas de ocupación.
En la Edad Media, la cella del templo se reutilizó para construir una estructura fortificada con un foso; esto puede explicar en parte el buen estado de conservación del templo.
El templo de Jano figura en la lista de monumentos históricos de 1840 como monumento histórico.

## Descripción
El templo de Jano data probablemente de la segunda mitad del siglo I d. C., como todos los principales monumentos de Augustodunum.
Aunque se trate de un monumento antiguo, su supuesta dedicación al culto de Janus carece de fundamento; se desconoce la deidad a la que estaba dedicado. El nombre Jano podría ser simplemente una distorsión del topónimo Genetoye  (lugar donde crece la retama), atestiguado desde el siglo XVI, y, cerca del templo, una placa explicativa nos lo recuerda: «Al noroeste de la ciudad antigua, en la orilla derecha del río Arroux, se desarrolló un barrio cuyos únicos vestigios visibles, el templo conocido como "Templo de Jano", subrayan su vocación cultual. [...] La forma particular de este templo, conocido como fanum, es de tradición gala, aunque su técnica de construcción, que data del siglo I, es romana. El nombre de Jano le fue asociado erróneamente en el siglo XVI por el historiador Pierre de Saint-Julien de Balleure, que interpretó el nombre de la zona donde se levanta como La Genetoye. Este término designa en realidad un lugar donde crecen retamas. La divinidad venerada aquí sigue siendo completamente desconocida. [...] »

### El santuario (cella y galería)

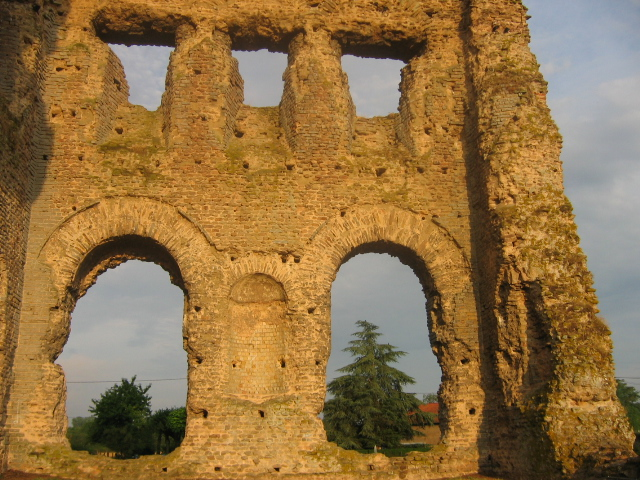
Detalle de los nichos interiores de la pared oeste de la cella.

La cella se establece sobre una planta casi cuadrada (16,8 x 16,35 m) y su alzado se conserva sobre los 24 m aproximadamente, todo un récord para la Galia Los muros tienen un grosor de 2,2 m, construidos en pulcro pequeño aparejo. La entrada debió de estar en uno de los muros que faltan, probablemente en el lado este. 

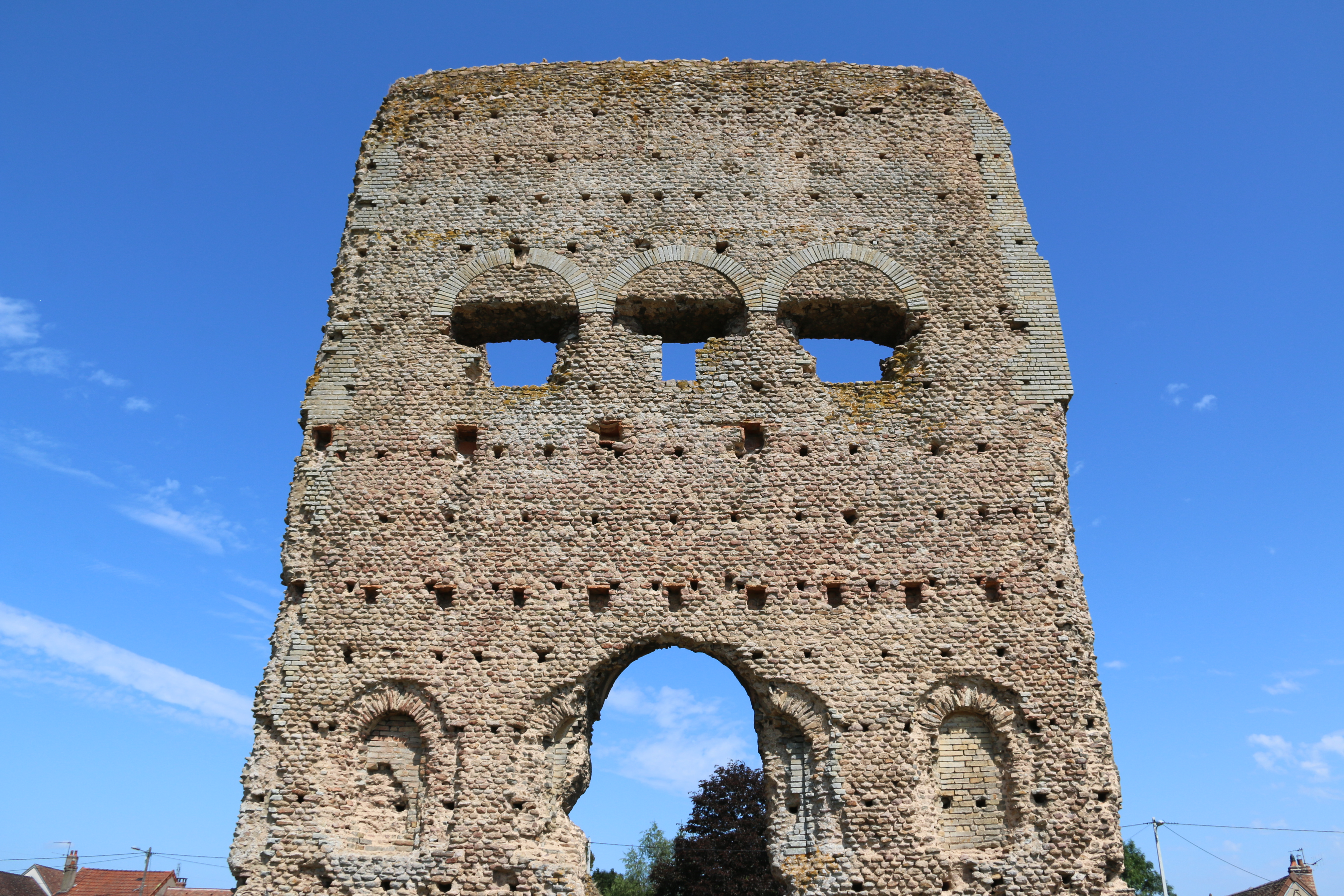
Detalle de los grandes agujeros de mechinales correspondientes a la ubicación de las vigas del armazón de una galería exterior cubierta que discurría alrededor de la cella (cara exterior del templo).

Dos muros (sur y oeste) se han conservado por completo y los inicios de los otros dos aún son visibles. El paramento de los muros está formado en su totalidad por pequeñas unidades de cascotes cuadrados de arenisca  sin inclusiones de terracota y aún son visibles los huecos de mechinales que sostenían el andamiaje; el núcleo de la muralla está compuesto por bloques de piedra unidos con mortero. El muro este estaba probablemente perforado por la puerta de entrada a la cella, disposición habitual en los templos celto-romanos. El exterior de los muros tenía cuatro hornacinas rectangulares que albergaban estatuas y tres pequeñas aberturas rematadas por arcos de descarga de piedra de 13 m de altura que iluminaban el interior de la cella. El interior del muro estaba vaciado por cuatro grandes nichos arqueados de 3 m de ancho y 5,6 m de alto, pero un hueco en el muro da ahora la apariencia de grandes vanos. El muro oeste presenta un nicho central de	bóveda de cuarto de esfera que, frente a la entrada, pudo albergar una estatua de la divinidad a la que estaba dedicado el templo. La cella estaba pavimentada con opus sectile, del que se han encontrado fragmentos, y en su centro se instaló un edículo cuya base aún se conserva. Habría estado cubierto por un tejado a cuatro aguas.
Huecos de vigas en el exterior de los muros a 9 m del suelo y hiladas de zócalos paralelos a los muros y a 5,4 m de ellos evidencian la existencia de una galería cubierta que discurría alrededor de la cella, según el modelo de templo galorromano observado en Périgueux con la Torre de Vésone. Esta galería estaba probablemente formada por columnas empotradas en el muro períptero y que soportaban un tejado inclinado.

### El períbolo
Una períbolo delimitaba la zona sagrada en torno al santuario, como suele ocurrir en este tipo de edificios. Las dimensiones propuestas tras las excavaciones del XIX (75 x 50 m) no pueden confirmarse. Estudios realizados en 2012 revelaron la existencia de dos períbolos sucesivos y concéntricos, el más antiguo de los cuales, posiblemente dotado de un pórtico, podría estar adosado al templo de Jano o a un edificio de culto anterior. Al sur de la cella y dentro del recinto del muro perimetral, unos muros nivelados podrían indicar la presencia de un edificio anexo.

## Arqueología del templo y su entorno

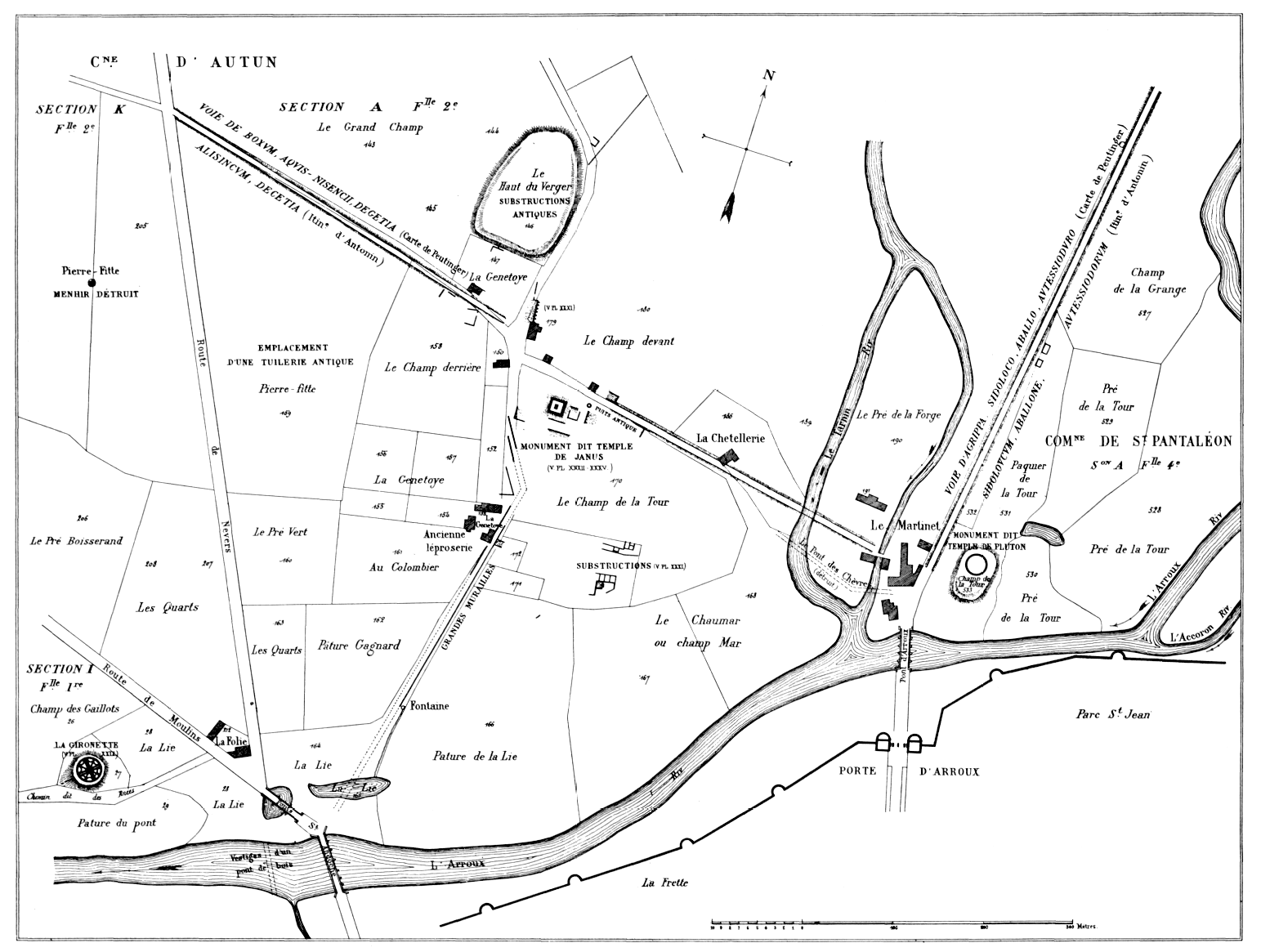
Plano de La Genetoye levantado en 1872 tras las excavaciones de J.-G. Bulliot.

En 1871, Jacques Gabriel Bulliot emprendió excavaciones al noroeste de Autun y alrededor del templo, que dieron lugar a un plano detallado elaborado por Jean Roidot-Déléage;; Jean Roidot-Déléage también dedicó al Templo de Jano ocho láminas de prospecciones y dibujos, que no se publicaron comentadas hasta 1963. Presuntas estructuras neolíticas desenterradas en 1886. No se realizaron excavaciones en la zona del Templo de Jano hasta la década de 1970.
Las campañas de prospección aérea dirigidas por René Goguey permitieron descubrir en 1976 el Teatro antiguo de Haut-du-Verger, Se reúne así la información dispersa obtenida sobre este distrito, que hoy se considera un vasto santuario periurbano «teniendo función de federar los distintos cultos de la Ciudad». En los años siguientes, las autoridades públicas adquirieron los terrenos en cuestión para poder llevar a cabo las excavaciones. Las prospecciones aéreas continuaron en la década de 2000 y, en 2009, una campaña de prospección electromagnética completó los datos obtenidos. En 2012 se puso en marcha un vasto proyecto de excavación y estudio del yacimiento; iniciado en 2013, estaba previsto que finalice en 2016 y permitiera obtener una visión global del barrio de Genetoye, tanto desde el punto de vista geográfico como histórico. Las excavaciones en la zona y sus alrededores continuaron entonces desde 2017 a 2019.